# Embaixada de Marrocos em Lisboa
A Embaixada de Marrocos em Lisboa é a principal missão diplomática de Marrocos em Portugal. Está situada na Rua Alto do Duque, nº 21 - Restelo - 1400-099 em Lisboa, a capital do país. Desde 20 de abril de 2018, o seu embaixador é Othmane Bahnini.

## Lista de embaixadores do Marrocos em Lisboa
| Nome             | Função              | Imagem | Data de entrada na missão | Data de saída na missão | Reis de Marrocos em exercício |
| ---------------- | ------------------- | ------ | ------------------------- | ----------------------- | ----------------------------- |
| Tahar Mekouar    | Gerente de negócios |        | 9 de setembro de 1958     | 12 de dezembro de 1961  | Mohammed V/Hassan II          |
| Tahar Mekouar    | Gerente de negócios |        | 30 de junho de 1962       | 1972                    | Hassan II                     |
| Ali Benbouchta   | Embaixador          |        | 1989                      | 1993                    | Hassan II                     |
| Aziz Mekouar     | Embaixador          |        | 1993                      | 1999                    | Hassan II                     |
| Salaheddine Tazi | Embaixador          |        |                           |                         | Mohammed VI                   |
| Samir Arrour     | Embaixador          |        | 2004                      | 2008                    | Mohammed VI                   |
| Karima Benyaïch  | Embaixador          |        | 7 de novembro de 2008     | 22 de abril de 2018     | Mohammed VI                   |
| Othman Bahnini   | Embaixador          |        | 20 de abril de 2018       | Atualmente              | Mohammed VI                   |